# Price Jarman
Price Jarman (Las Vegas, 21 novembre 1992) è un pallavolista statunitense.
Gioca nel ruolo di centrale nel Tours.

## Biografia
Figlio di Dix e Kaleen Jarman, nasce a Las Vegas, in Nevada. Ha due fratelli e una sorella. Si diploma alla Bonanza High School nel 2011 e in seguito studia alla Brigham Young University: durante il periodo universitario va in missione a Veracruz, in Messico.

## Carriera

### Club
La carriera di Price Jarman inizia a livello giovanile col Vegas. In seguito gioca anche a livello scolastico con la Bonanza HS. Dopo il diploma entra a far parte della squadra di pallavolo della Brigham Young, giocando a livello universitario nella NCAA Division I: scende in campo di fatto solo dal 2015, dopo essere stato in missione per la sua università, partecipando al torneo fino al 2018, raggiungendo tre volte la fase finale del torneo e disputando la finale per il titolo nel 2016.
Nella stagione 2018-19 firma il suo primo contratto professionistico in Brasile, giocando per l'Itapetininga in Superliga Série A, mentre nella stagione seguente emigra in Francia, dove difende i colori del Tours, in Ligue A.

### Nazionale
Nel 2017 viene convocato per la prima volta in nazionale in occasione della Coppa panamericana, torneo al quale partecipa anche nell'edizione seguente.